# Nagyanyó nyomoz (film)
A Nagyanyó nyomoz (eredeti cím: Los misterios de la abuelita Prudencia) egy spanyol-francia televíziós 2D-s számítógépes animációs film. A forgatókönyvet Maurice Marechal írta, Eric Berthier rendezte, a zenéjét Jeff Bodart, Pierre Gillet és Olivier Bodson szerezte. 
Franciaországban 2006-ban mutatták be.

## Ismertető
A főhős, Prudencia néni, aki egy kedves nyugdíjas tanítónéni. Nagyon kedvelik őt a gyerekek, akik szinte úgy tekintenek őrá, mintha a pótnagymamájuk volna. Több fajta rejtélyes bűnesetek fordulnak elő Kisvárosban, amit Prudencia bravúrosan kinyomoz. A nyomozásban segítenek neki a gyerekek, és még kedvenc macskája is segít, akinek neve: Sztanyiszlav. Nem lépnek meg előle sem akik lopnak, sem akik pénzt hamisítanak, de még akik bankot rabolnak sem.

## Szereplők
| Szereplő     | Eredeti hang | Magyar hang | Leírás                                                                    |
| ------------ | ------------ | ----------- | ------------------------------------------------------------------------- |
| Prudencia    |              |             | Az idős tanárnő, különösen a gyerekek kedvelik, és rejtélyek után nyomoz. |
| Sztanyiszlav |              |             | Prudencia néni kedvenc kismacskája.                                       |